# Jambaiahnahalli, Challakere
Jambaiahnahalli là một làng thuộc tehsil Challakere, huyện Chitradurga, bang Karnataka, Ấn Độ.